# Anolis grahami
Anolis grahami е вид влечуго от семейство Dactyloidae. Видът не е застрашен от изчезване.

## Разпространение и местообитание
Разпространен е в Ямайка. Внесен е в Бермудски острови.
Обитава гористи местности, градини, пасища и крайбрежия.